# 內特·托倫斯
內特·托倫斯（Nathan Andrew "Nate" Torrence，1977年12月1日—）是美國的一位演員。他最著名的作品是在HBO電視劇《你好女士》中飾演Wade Bailey角色。

## 外部連結
- 內特·托倫斯在互联网电影资料库（IMDb）上的資料（英文）